# Fals vampir petit
El fals vampir petit (Megaderma spasma) és una espècie de ratpenat de la família dels megadermàtids. Viu a Bangladesh, Brunei, Cambodja, l'Índia, Indonèsia, Laos, Malàisia, Myanmar, les Filipines, Singapur, Sri Lanka, Tailàndia i el Vietnam. El seu hàbitat natural són zones humides i el dens bosc humit tropical. Dormen en petites colònies en coves, edificis antics i en desús, temples, lofts de barraques amb sostre de palla, sostres de teules, buits en arbres grans i mines en desús. No hi ha cap amenaça significativa per a la supervivència d'aquesta espècie, tot i que està afectada per l'extracció minera en algunes zones de la seva distribució.